# St. Jakobus (Mainstockheim)
Die Pfarrkirche St. Jakobus ist die evangelische Pfarrkirche von Mainstockheim in Unterfranken.

## Geschichte
Wie eine Tafel am Südportal berichtet, findet sich in den Quellen die erste Erwähnung einer Jakobskirche im Jahr 1440. Sie war ursprünglich eine Wehrkirche in Stockheim. Die unteren Geschosse des Chorturms stammen aus dem 6./7. Jahrhundert, der Bauzeit als Wehrturm.:146
Die heutige evangelische Pfarrkirche wurde wie in den nahe gelegenen Orten Mainbernheim und Obernbreit unter der Aufsicht von Carl Friedrich von Zocha im Markgrafenstil errichtet. Die genannten Orte gehörten zum Herrschaftsbereich der Markgrafen von Brandenburg–Ansbach. Diese führten auch um 1528 die Reformation ein. Die neuen Kirchenbauten waren Ausdruck des evangelisch-lutherischen Glaubens. Eine weitere Verbindung knüpft die Ähnlichkeit der Altäre nach Mainbernheim. Im Ratsprotokollbuch der Gemeinde Mainstockheim findet sich am 10. November 1757 folgender Hinweis: „Wurde des Schreinermeisters Högamers zu Mainbernheim Schreiben als auch die getane mündliche Vorstellung, betreffend die benötigte Zehrung und das verlangte Douseur (=Zuwendung) wegen der in St. Jacobi gefertigten neuen Canzel und des Altars, in Delibration (=Erwägung) gezogen.“

## Architektur

### Außenansicht

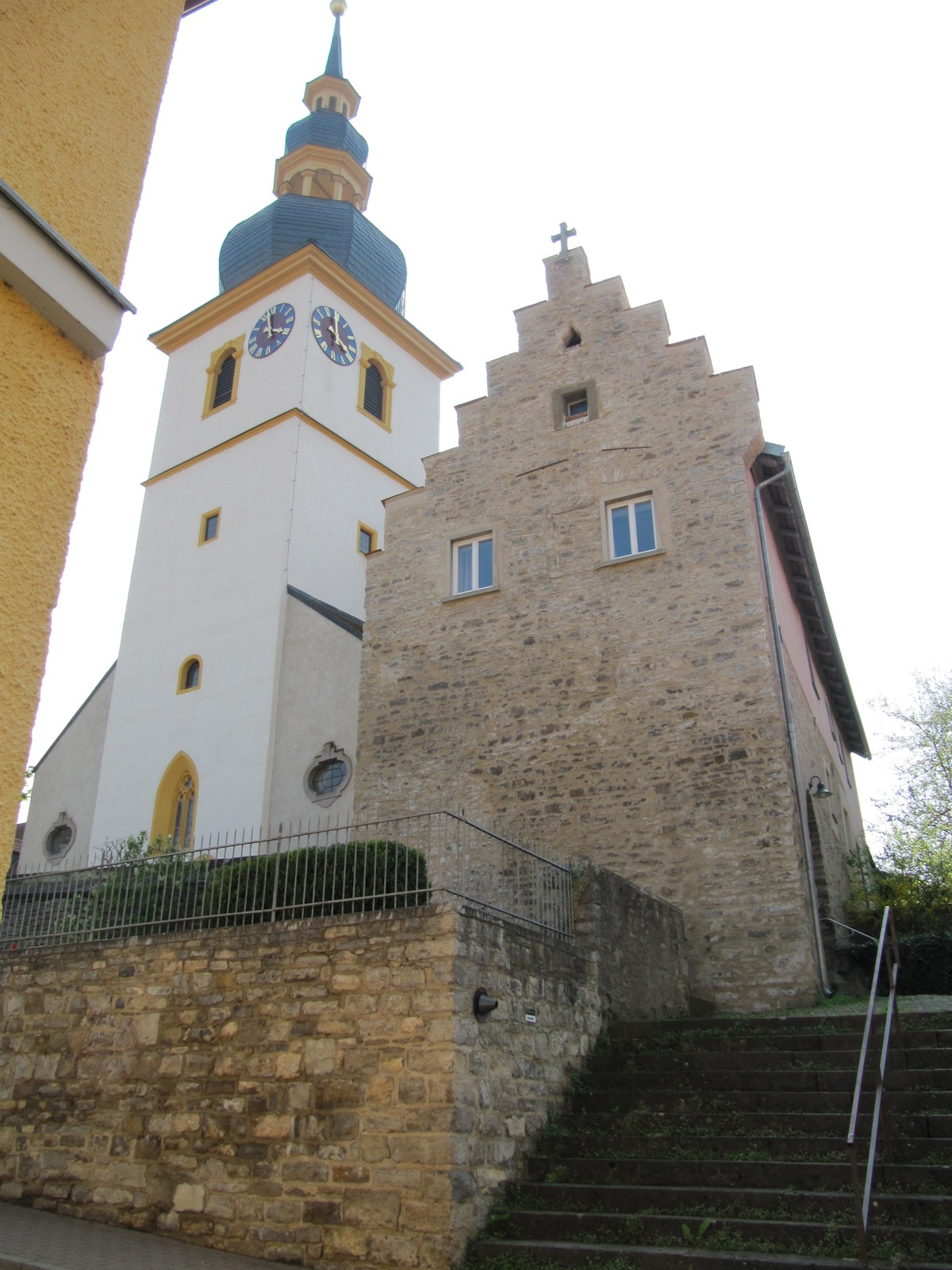
Berglage, Torhaus mit Eingang
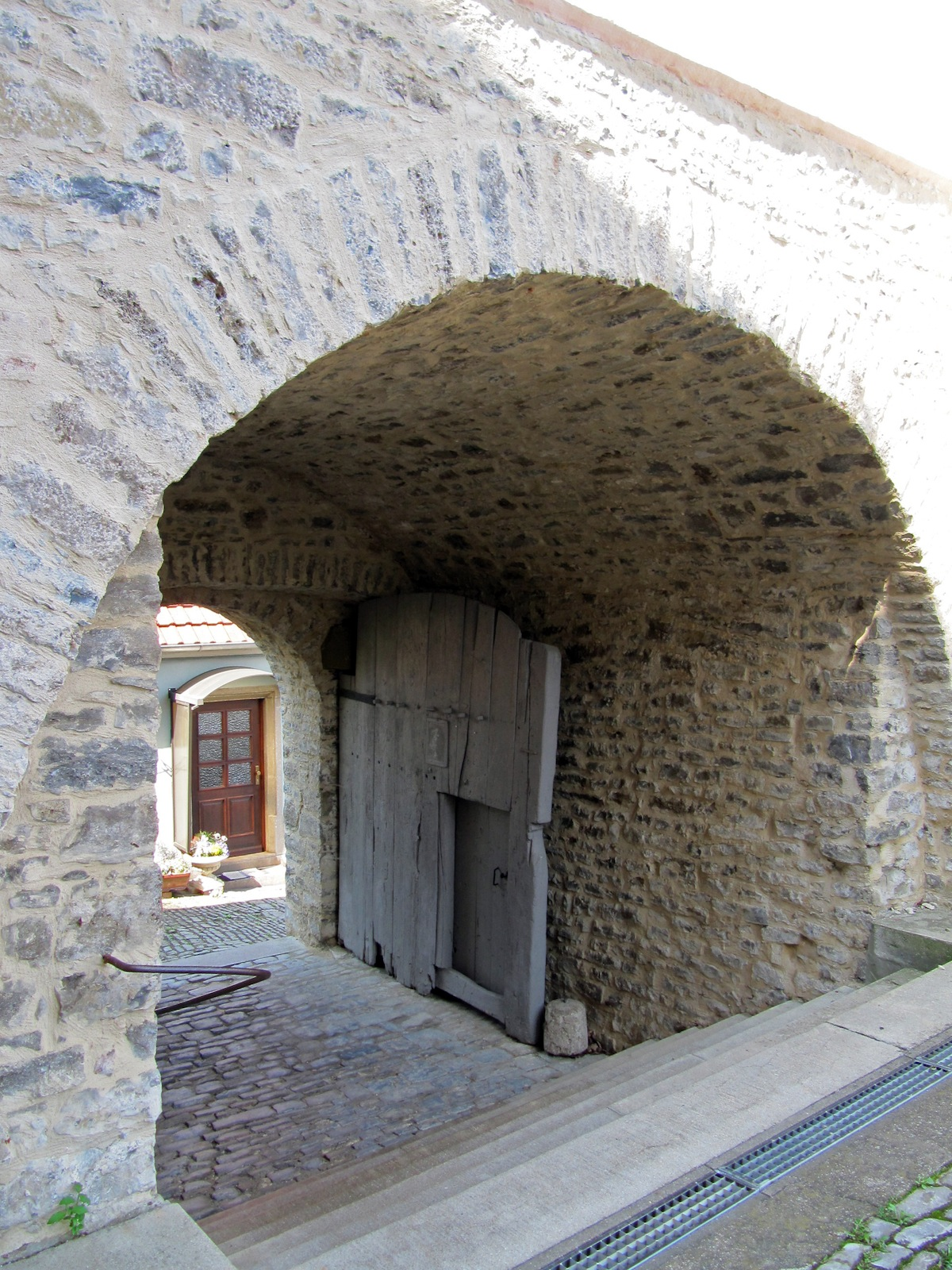
Zugang zur Wehrkirche
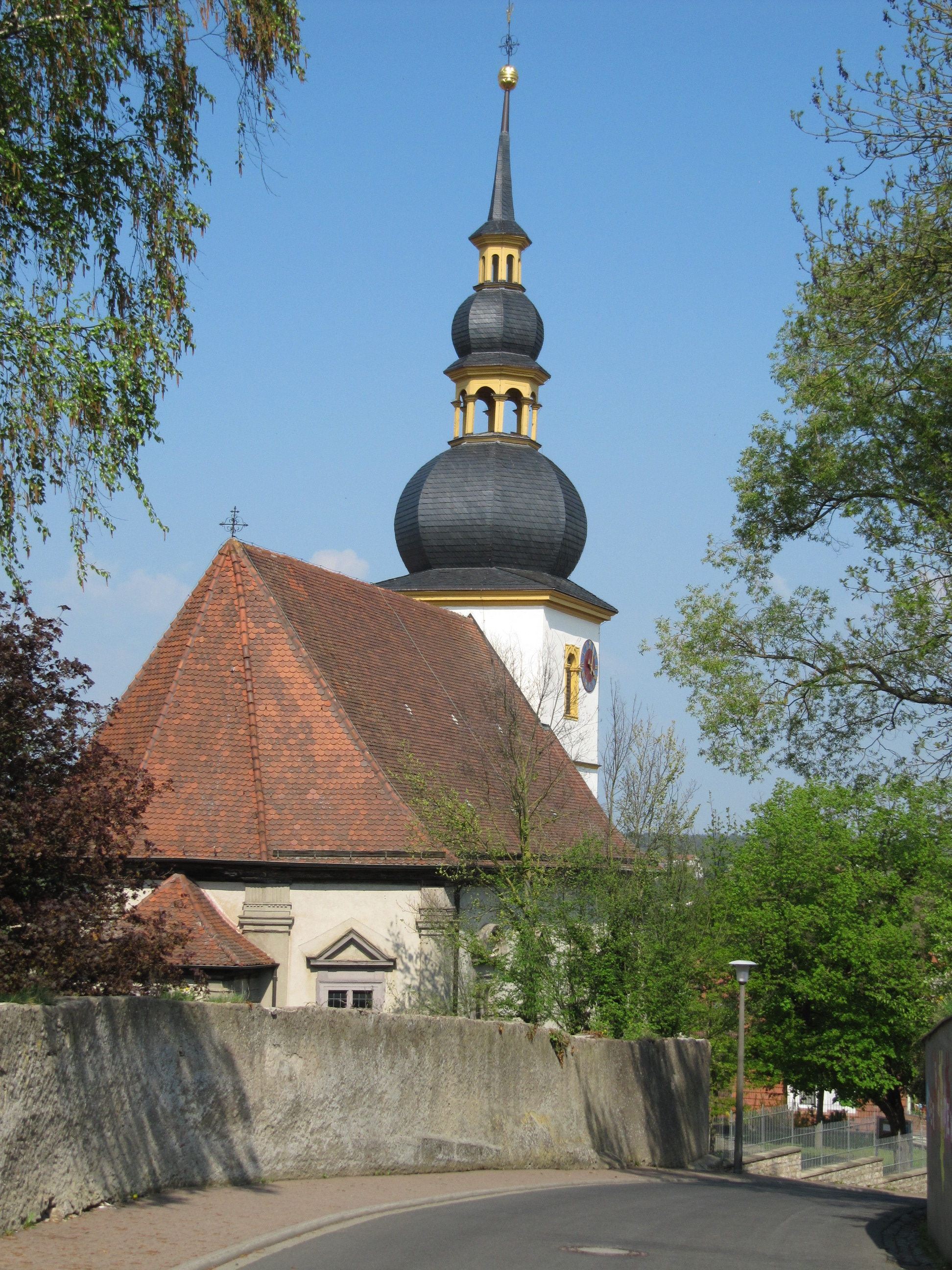
Bergseite mit Friedhofsmauer
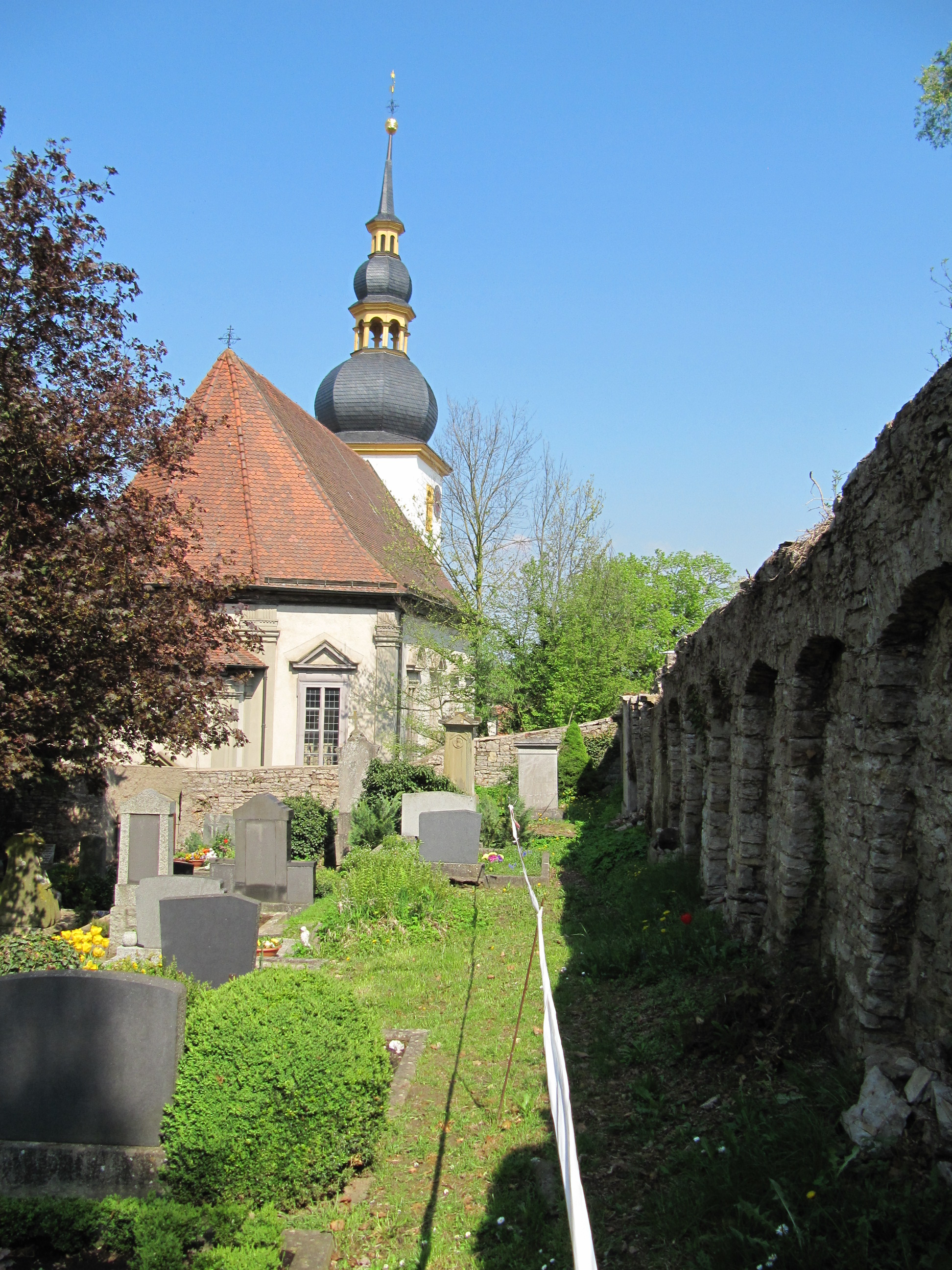
Bergseite innerhalb der Friedhofsmauer
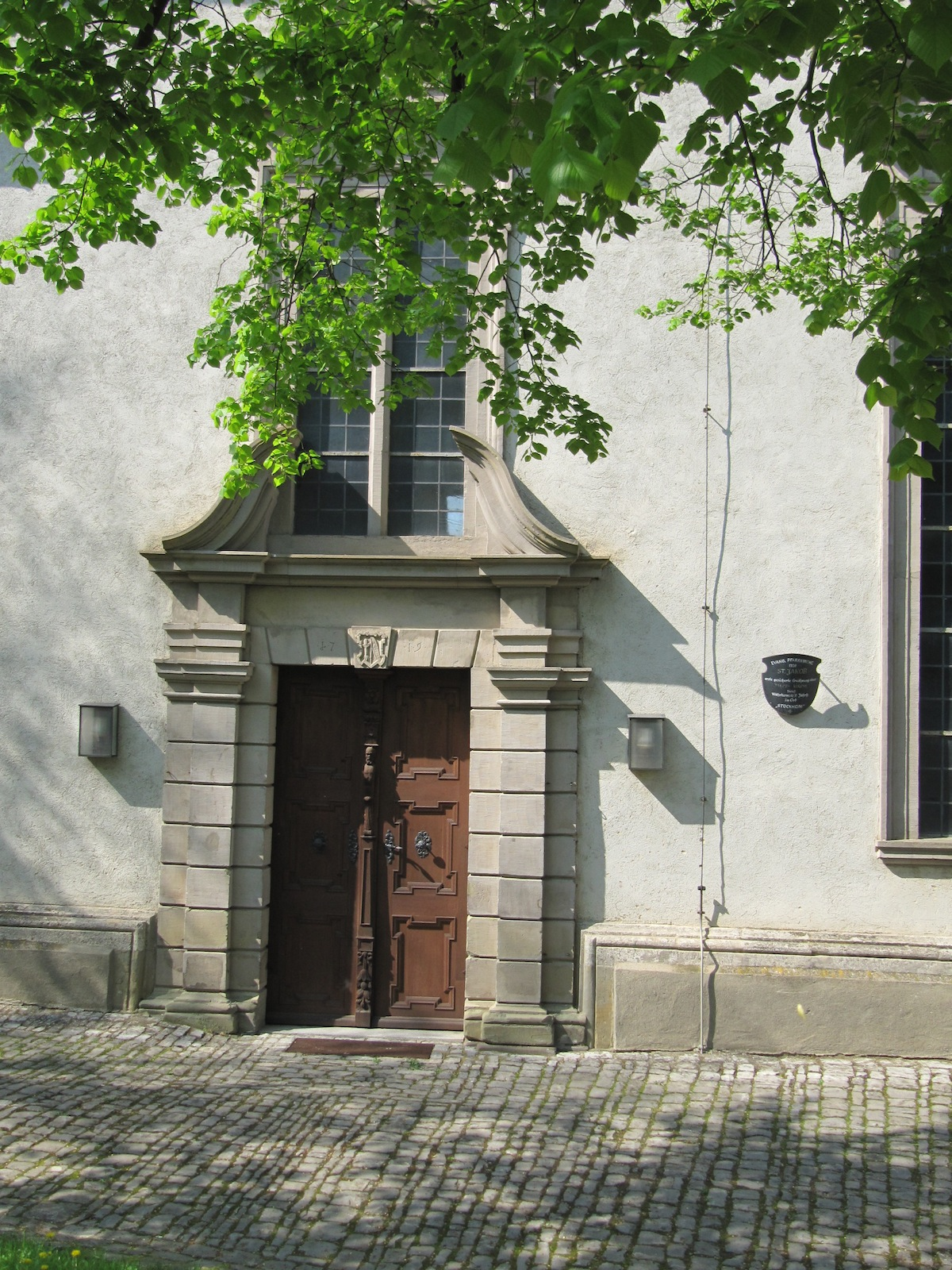
Südportal von St. Jakobus

Die Spuren der Wehrkirche sind deutlich zu erkennen. Am alten Küsterhaus sind Treppengiebel und Rundbogentor aus der Entstehungszeit des 16. Jahrhunderts erhalten geblieben.:58
Das Langhaus wurde im Markgrafenstil errichtet. Diese Daten finden sich am Südportal und an der Außenwand. Die schlichte Fassade ist durch Fenster gegliedert.:146

### Innenraumgestaltung

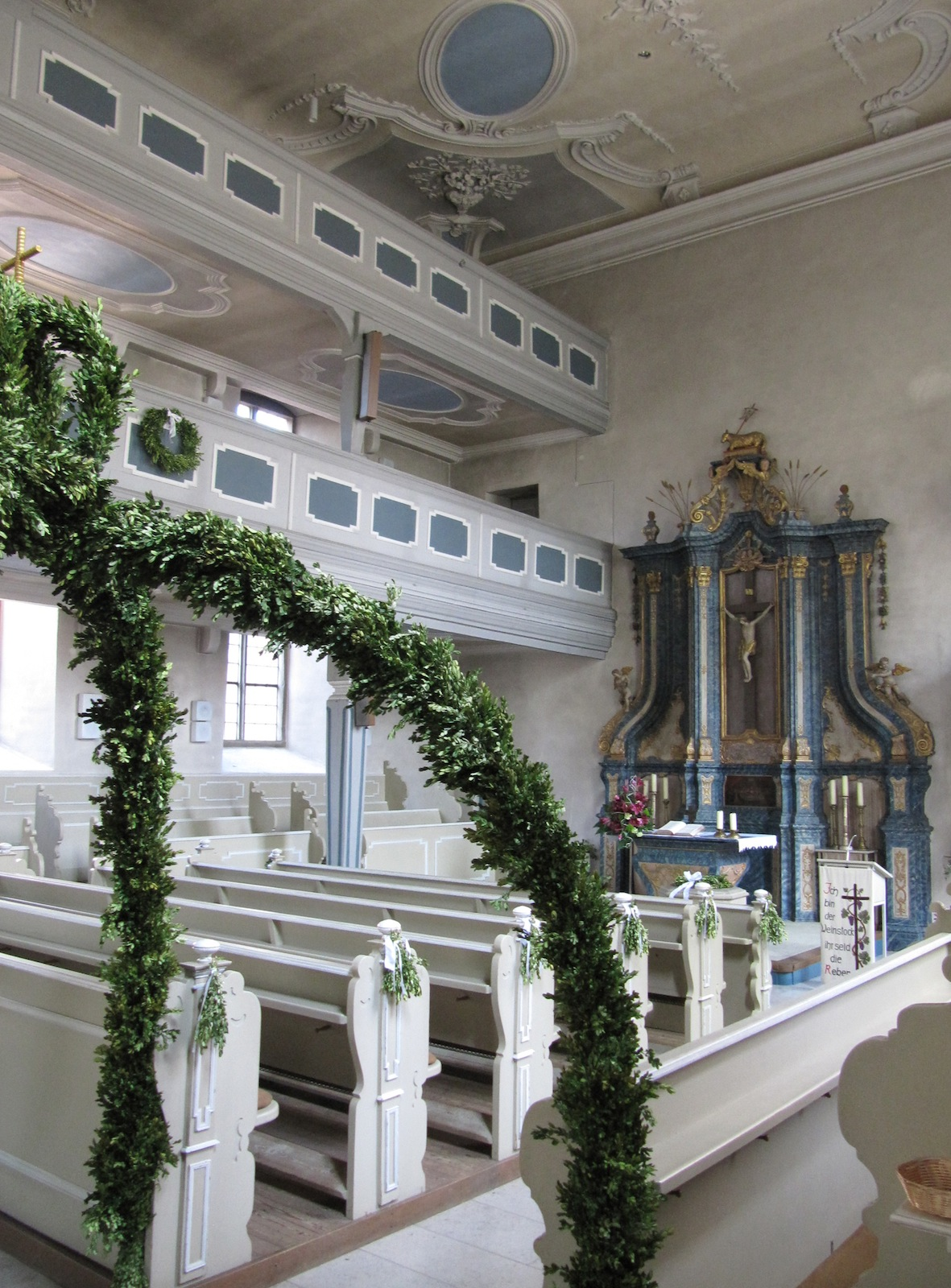
Blick vom Eingang des Südportals zum Altarraum
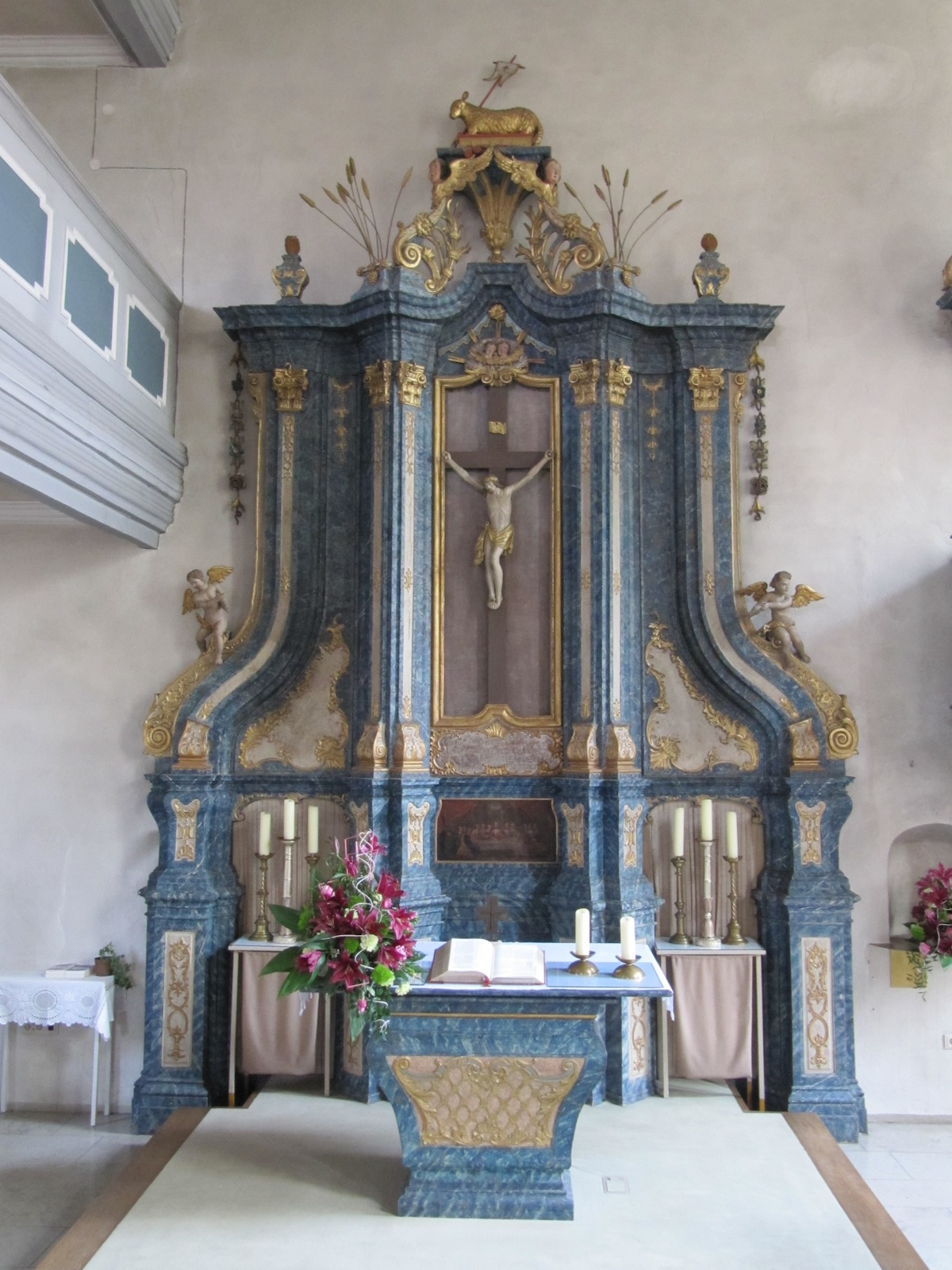
Altar
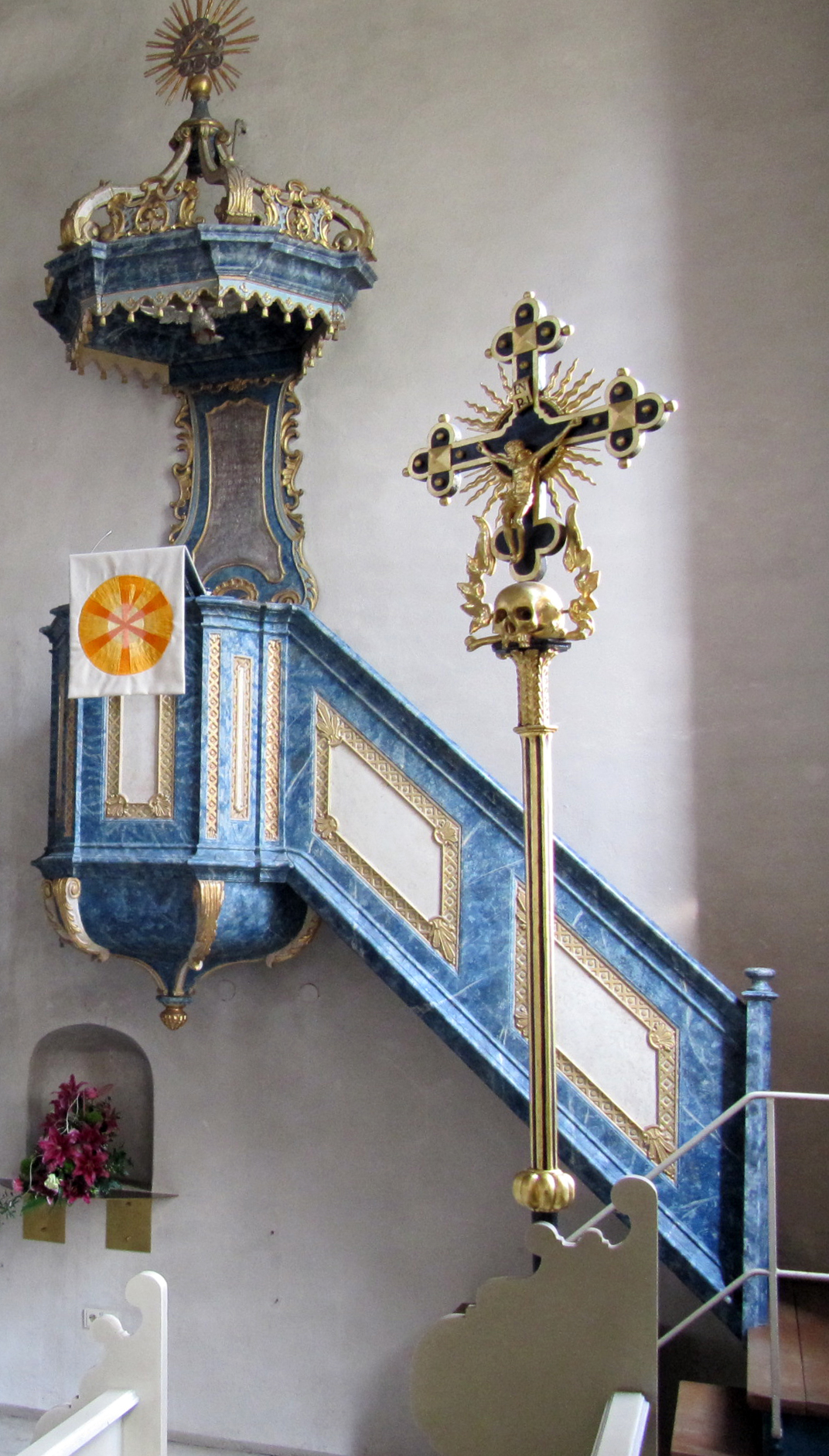
Kanzel
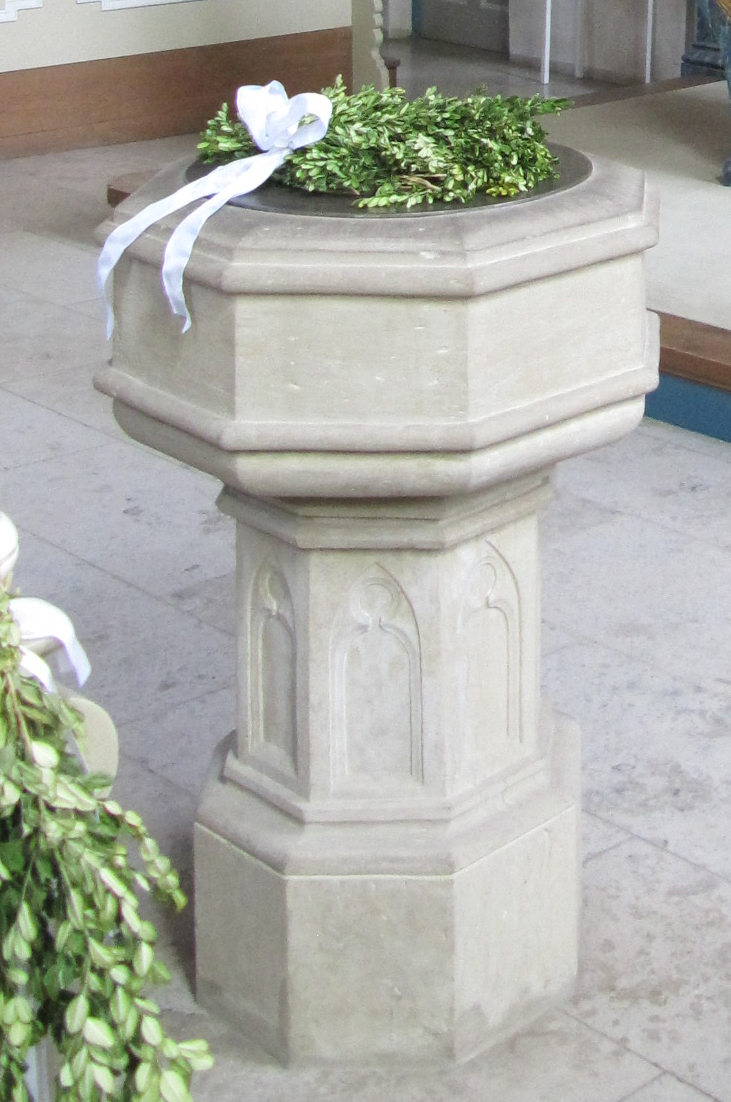
Taufstein
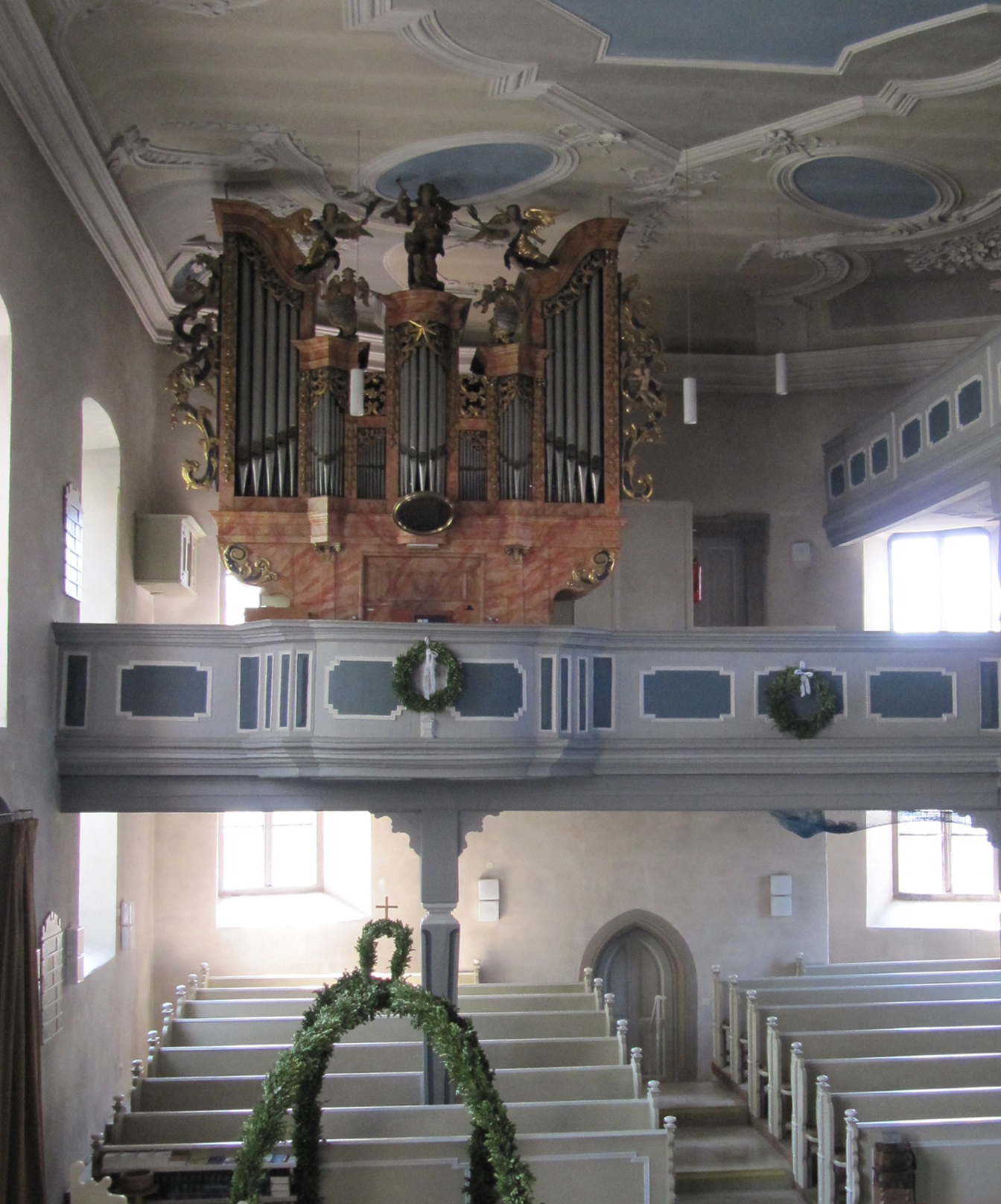
Blick vom Altarraum zur Orgel

Im Innenraum finden sich auf der Nordseite doppelstöckige Emporen.:146
Kanzel und Altar schuf Schreinermeister Högemer aus Mainbernheim. Er wurde im Ratsprotokollbuch von Mainstockheim vom 10. November 1757 als Schöpfer genannt. Die Stifter Johannes Lorenz Kebel und seine Ehefrau Eva Dorothea sind über der Darstellung des Abendmahls am Altar in einer Inschrift der Nachwelt überliefert.
Bilderbuchartig ist am Altar die Heilsgeschichte in übereinander liegenden Stationen angeordnet. Über dem letzten Abendmahl steht der Gekreuzigte im Mittelpunkt. An das Vermächtnis Jesu, Brot und Wein am Tisch des Herrn, erinnern die Ähren und Trauben. Gekrönt wird der Altar vom Sieg des Auferstandenen über den Tod, vom erhöhten Lamm mit Kreuz und Siegesfahne. Es ruht auf dem Buch mit den sieben Siegeln. Das 5. Kapitel der Offenbarung berichtet von der Vision des Evangelisten Johannes: Das Lamm, Jesus, der für die Menschen starb, ist allein würdig, das Buch aus Gottes Hand zu nehmen, die Siegel zu brechen und das Buch aufzutun, das die Zukunft enthält.:146
Da die Predigt in den evangelischen Kirchen nach der Reformation nun ein bestimmendes Element wurde, sollte die Kanzel gut zu sehen sein. Die Taube unterhalb des Schalldeckels, über dem Prediger, weist auf den Heiligen Geist, der hier wirksam ist. Auf dem Kanzelhimmel wacht der allsehende Gott und blickt auf die Gemeinde. Er wird symbolisiert durch ein Auge in einem Strahlenkranz umgeben von einem Dreieck.
Die Orgel wurde von dem Schweinfurter Orgelbauer Johann Rudolf Voit im Jahre 1730 geschaffen. Fünf musizierende Putten spielen Pauke, Horn, Posaune und Trompeten. Die zwei Trompetenspieler halten Tafeln mit den die Namen des Stifterehepaars: Eva Dorothea Keblin und Johannes Lorenz Kebel. Ebenso erfahren die Betrachter hier das Jahr 1757 als Stiftungsjahr. Johann Michael Becker aus Dettelbach schuf vermutlich den seitlichen Geigenspieler und Flötenbläser.:147

## Altarbibel
1624 wurde die Mainstockheimer Altarbibel vom Verleger Eberhard Zetzner aus Straßburg gedruckt. Aus Dankbarkeit für den Frieden nach dem Dreißigjährigen Krieg stiftete der gebürtige
Mainstockheimer Kaufmann und Ratsherr Michael Engelhardt aus Schweinfurt diesen Kirchenschatz im Jahre 1650 zum kirchlichen Gebrauch.:147–148